# Regin (mytologisk person)
 For alternative betydninger, se Regin. (Se også artikler, som begynder med Regin)
Regin var en dværg i den nordiske mytologi. Han var søn af Reidmar og bror til Odder og Fafner, samt plejefar til Sigurd Fafnersbane. Regin optræder både i Vølsungesagaen og i den tyske Nibelungenlied. Han beskrives som vis og nævenyttig. Regin byggede et hus af glitrende guld og ædelsten til sin far. Grundhistorien i sagnet om ham er, at Regin blev drevet i eksil af Fafner, men siden hen lokkede Sigurd Fafnersbane til at slå Fafner ihjel efter at denne var blevet forvandlet til en drage.
Sagnet findes i flere udgaver, men i den mest udbredte dræbte Regin og hans bror Fafner Reidmar for det forbandede guld han havde modtaget fra guderne, efter at de dræbte hans anden søn, Odder. Fafner blev imidlertid forvandlet til en drage fordi han ønskede at beholde alt guldet (drager symboliserer ofte grådighed i europæisk folkeminde. Fafner drev Regin bort fra guldet. Regin slog sig ned blandt menneskene. Han lærte menneskene at så, slå, arbejde med metaler, sejle, tæmme heste og andre husdyr, bygge huse, spinde, væve og sy.
Regin sendte Sigurd for at hente guldet tilbage. Han smedede et magisk sværd til Sigurd, men det knækkede kort efter. Sigurd fandt sin fars sværd, Gram, og fik Mimer til at reparere og forstærke det. Derefter dræbte han Fafner med det.
Sigurd fik visdom af at slikke dragens blod i sig, eftersom Fafner kunne snakke med fugle. Sigurd, som havde fået at vide af fuglene, at Regin planlagde at dræbe ham for at tage guldet, dræbte sin stedfar og tog guldet selv.
| Nordisk mytologi | Spire Denne artikel om nordisk religion og mytologi er en spire som bør udbygges. Du er velkommen til at hjælpe Wikipedia ved at udvide den. |